# Олдборо
О́лдборо (англ. Aldeburgh) — небольшой город в восточной Англии, на территории графства Суффолк региона Восточная Англия. Население ок. 2500 человек (2011).

## География и история
Олдборо находится на расстоянии в 140 километров к северо-востоку от Лондона, на берегу Северного моря. Известен в первую очередь своим, основанным композитором Бенджамином Бриттеном в 1948 году музыкальным «Фестивалем Олдборо» (англ. Aldeburgh Festival, проходит в живописном поместье Snape Maltings), а также морскими пляжами и популярным среди любителей рыбной ловли побережьем.
Начиная с XVI столетия в Олдборо находился важный торговый порт, здесь была создана крупная верфь. В 1908 году в Олдборо мэром впервые в Великобритании была избрана женщина, врач и феминистка Элизабет Андерсон.

## Достопримечательности
- Дом собраний (Moot Hall)
- Церковь св. Петра и Павла
- Башня Мартелло (единственное оставшееся здание от ушедшего под воду в 1936 году рыбацкого посёлка Слогден)
- Ветряная мельница (Fort Green Mill) (1824)
- Скульптура Мэгги Гамлинг Ракушка (The Scallop) (2003) в северной части городского пляжа.

## Галерея

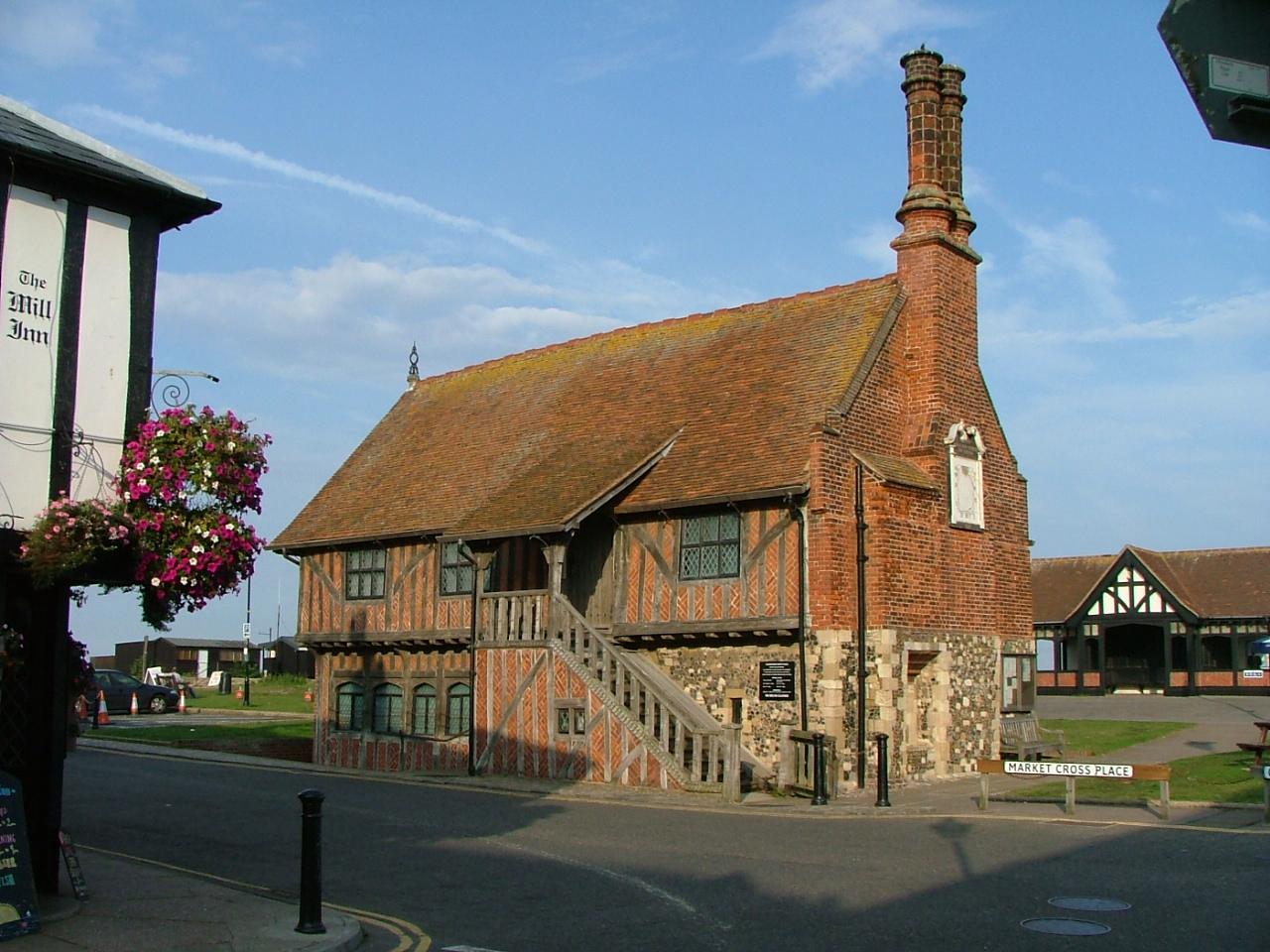
Дом собраний (Moot Hall)
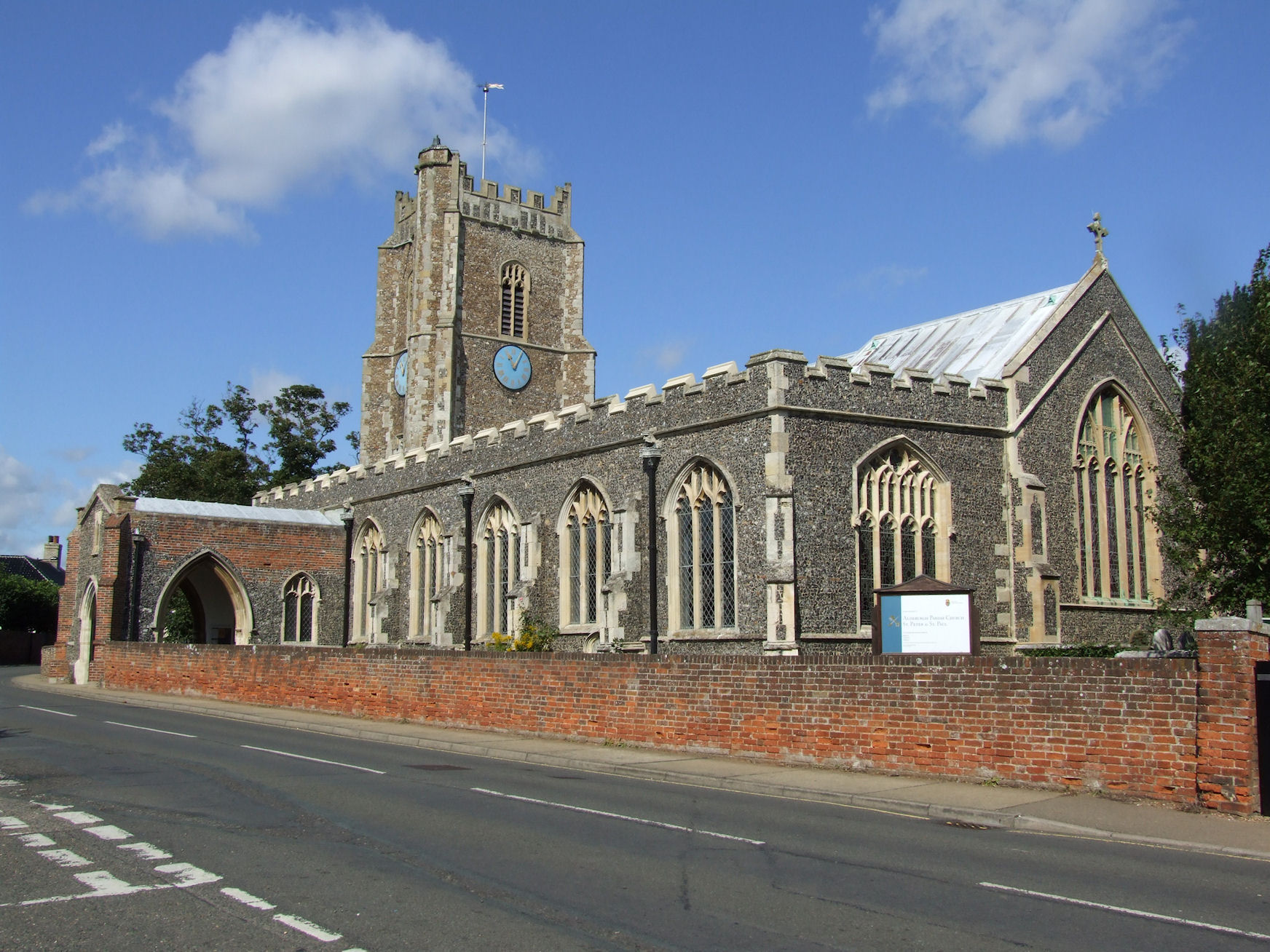
Церковь св.Петра и Павла
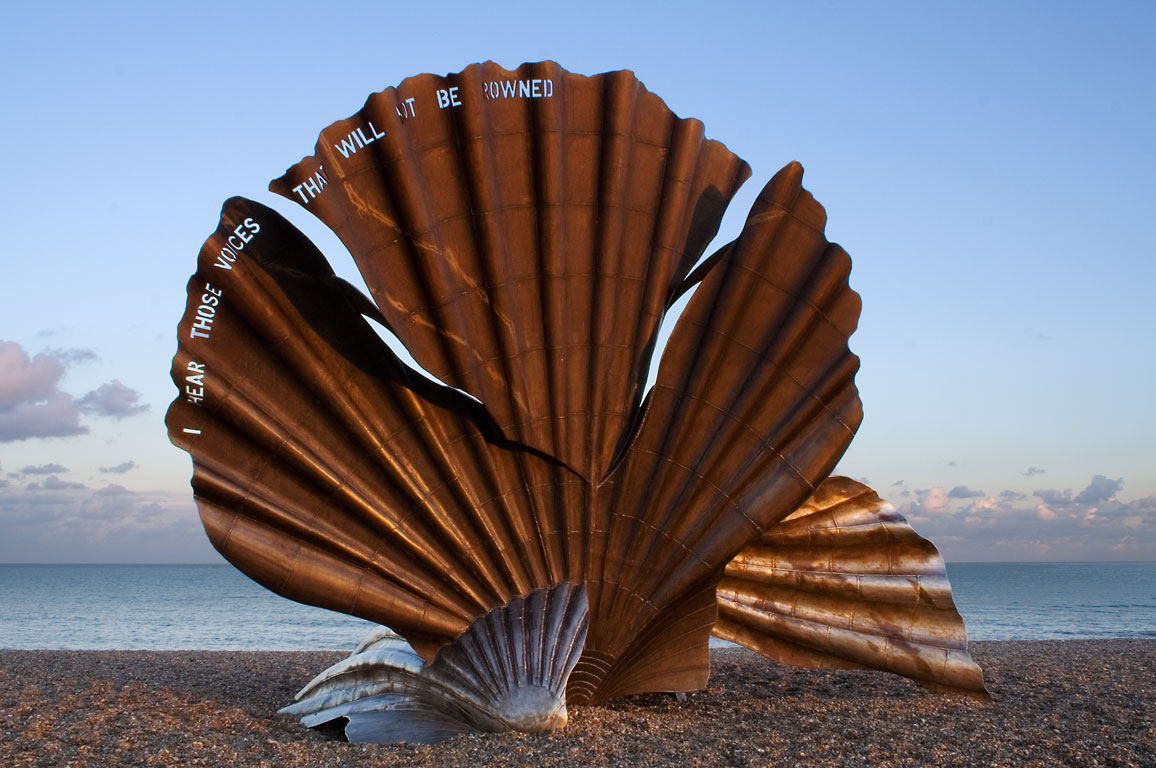
Ракушка
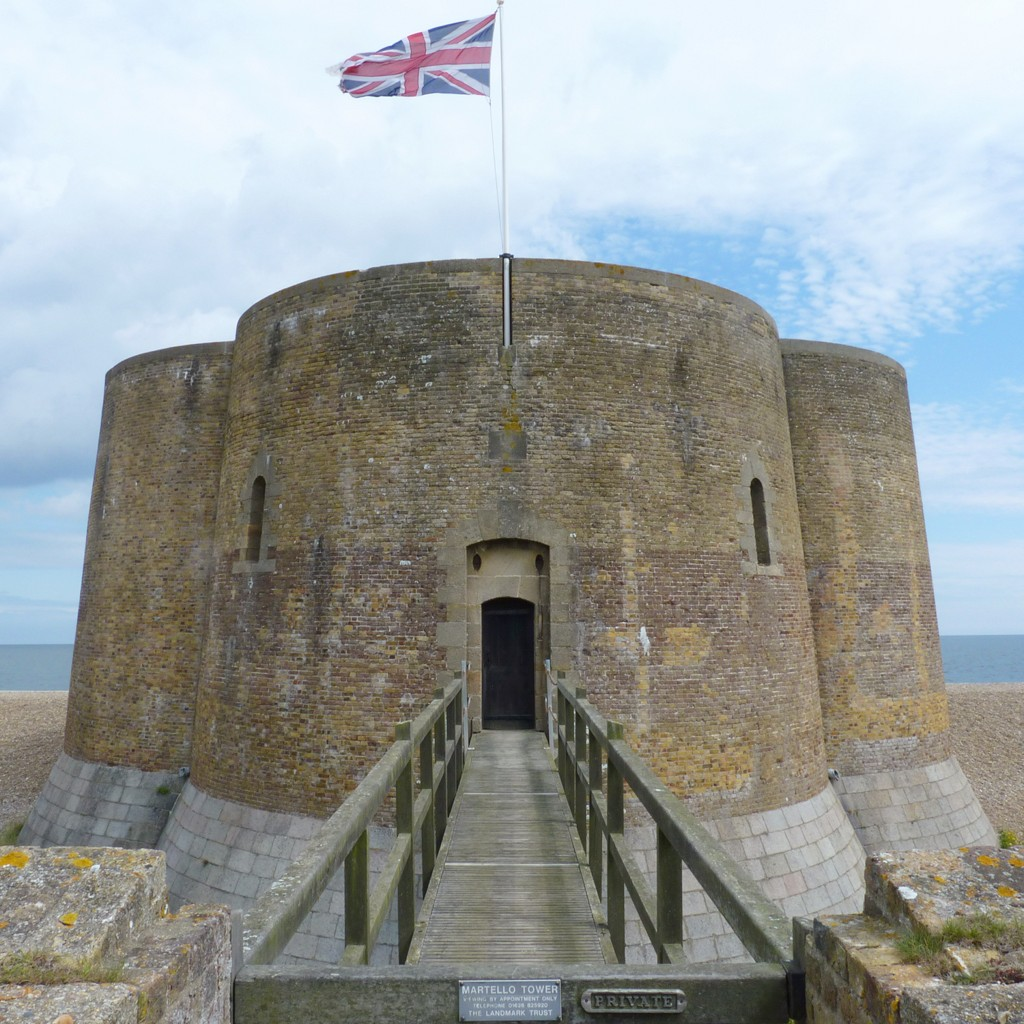
Башня Мартелло